# Jang Hyun-seung
Jang Hyun-seung (장현승?; Suncheon, 3 settembre 1989) è un cantante e attore sudcoreano, membro del gruppo musicale Trouble Maker.

## Biografia
Jang Hyun-seung nasce il 3 settembre 1989 a Suncheon, in Corea del Sud, ma cresce a Seul. Ha una sorella minore di nome Geurim. Il padre è morto la mattina del 20 settembre 2012, dopo un improvviso attacco di cuore. Jang Hyun-seung frequenta il corso di musica applicata alla Dongshin University, grazie a una borsa di studio.

## Carriera

### Prima del debutto
Nel 2004, all'età di 15 anni, Jang Hyun-seung partecipò a dei provini per la YG Entertainment. Eliminato al secondo turno, incontrò l'amministratore delegato Yang Hyun-seok e venne accettato come tirocinante.
Per un anno e quattro mesi, Jang Hyun-seung fu un tirocinante per la boy band Big Bang, con il nome d'arte So-1. Con gli altri membri, apparve nel Big Bang Documentary. Alla fine, però, venne eliminato dal gruppo. Successivamente firmò con la Cube Entertainment ed entrò a far parte dei Beast.

### 2009-2010: Beast
A ottobre 2009 debuttò con i Beast. Il gruppo ha pubblicato tre album, sette EP e vari singoli. Nel dicembre 2010, Jang Hyun-seung ha collaborato con il collega Lee Gi-kwang per comporre un brano R&B da inserire nell'album digitale della band, My Story. Jang Hyun-seung è uno dei cantanti principali e il ballerino principale del gruppo.

### 2011-2013: Trouble Maker
Nel novembre 2011 formò con Hyuna delle 4Minute la sotto-unità Trouble Maker, che debuttò il 1º dicembre con l'EP Trouble Maker. Le performance live del duo furono criticate dai media per le coreografie troppo provocanti: la Cube Entertainment, pertanto, modificò le coreografie. Dopo una lunga pausa, il 4 ottobre 2013 la Cube Entertainment annunciò il ritorno sulle scene, fissato per il 24 ottobre, dei Trouble Maker. Il 28 ottobre, il duo pubblicò il singolo "Now (There Is No Tomorrow)", tratto dal secondo EP Chemistry.

### Solista
Jang Hyun-seung ha fatto il suo debutto come attore nel musical Mozart!. Si è esibito come protagonista dalla fine di luglio 2012 ai primi di agosto 2012 presso il Centro culturale Sejong. La sua recitazione fu accolta positivamente dal pubblico e dai suoi colleghi. Il 7 aprile 2014 entrò nel cast del musical Bonnie & Clyde, in cui interpretò il protagonista Clyde, dal 15 aprile al 29 giugno 2014 al BBC Art Center con Key degli SHINee, Hyungsik dei ZE:A, Kahi e Oh So-yeon.

## Discografia
Di seguito, le opere di Jang Hyun-seung come solista. Per le opere con i Beast e i Trouble Maker, si veda Discografia dei Beast e Discografia dei Trouble Maker.

### EP
- 2015 – MY

### Colonne sonore
- 2011 – Loving U (Mongttang naesarang – con Yoon Doo-joon e Yoseob)
- 2012 – I Am, I'm Music (Mozart! Musical)

### Collaborazioni
- 2013 – A Year Ago (con Jung Eun-ji e Kim Nam-joo)
- 2013 – You Are A Miracle (con il 2013 SBS Gayo Daejun Friendship Project)[16]

## Teatro
- Mozart!, di Michael Kunze. Centro culturale Sejong di Seul (2012)
- Bonnie & Clyde, di Frank Wildhorn, Don Black e Ivan Menchell. BBC Art Center di Seul (2014)